# フィロラオス
フィロラオスまたはピロラオス（希: Φιλόλαος、Philolaos、紀元前470年頃 - 紀元前385年）は、ピタゴラス教団の一員、数学者であり、ソクラテス以前の哲学者である。万物は無限なるもの（無限定）と有限なるもの（限定）により生じるものをその基礎としており、両者は調和をもって結びついていると説いた。地球が宇宙の中心ではないという考えを述べた最初の人物であるとされる。

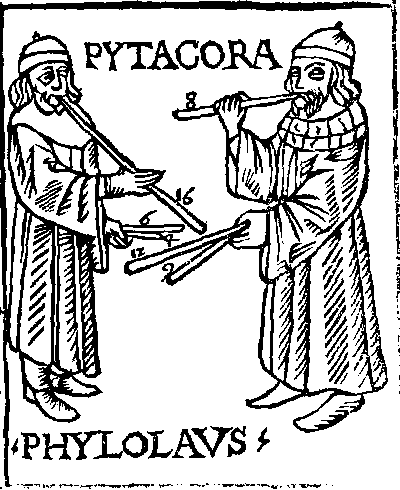
音楽用パイプで実験をするピタゴラスとフィロラオス

## 概要
フィロラオスの考え方は「見えない火の周りを地球、太陽、星は、回っている」と銀河系を思わせる内容である。また、彼は『自然論』の作者で、同書は金に困ったフィロラオスが教団の門外不出の秘密の教えを流出させたものと考えられている。プラトンはこの書を購入し、自身の学校アカデメイアの蔵書にしたとされる。プラトン哲学の根幹をなすピタゴラス主義的な考え、数学観はこの著作に負うところが大きいという。

## 宇宙論
フィロラオスは空間に固定された方向性という考えを捨て、地球が宇宙の中心ではないとする視点を発展させた最初の一人である。その新しい考え方は、彼の呼ぶところの中心火という仮想天体を中心に展開された。

フィロラオスは、世界の中心には「火」があるという。そしてゼウスの家と神々の母があり、祭壇と力能の両者があって、より遠く離れた場所ではさらなる火が世界全体を囲っている。世界の本質として、まず中心が存在し、そこ〔の周り〕を10の神聖な天体が舞い回る、〔すなわち〕天と5つの惑星たち、太陽、月、地球、反地球が。そして世界の中心には「火」が存在する。

(Φιλόλαος πῦρ ἐν μέσῳ περὶ τὸ κέντρον, ὅπερ ἑστίαν τοῦ παντὸς καλεῖ καὶ Διὸς οἶκον καὶ μητέρα θεῶν, βωμόν τε καὶ δυνοχὴν καὶ μέτρον φύδεως· καὶ πάλιν πῦρ ἕτερον ἀνωτάτω, τὸ περιέχον. Πρῶτον δ’ εἶναι φύσει τὸ μέσον, περὶ δὲ τοῦτο δέκα σώματα θεῖα χορεύειν, οὐρανόν, τοὺς ε’ πλανήτας, μεθ’ οὓς ἥλιον, ὑφ’ ᾧ σελήνην, ὑφ’ ᾗ τὴν γῆν, ὑφ’ ᾗ τὴν ἀντίχθονα, μεθ’ ἃ σύμπαντα τὸ πῦρ, ἑστίας περὶ τὰ κέντρα τάξιν ἐπέχον.)
—ストバイオス, i. 22. 1d